# Uraria sinensis
Uraria sinensis là một loài thực vật có hoa trong họ Đậu. Loài này được (Hemsl.) Franch. miêu tả khoa học đầu tiên.